# Ivan Mikhailovich Snegiryov
Ivan Mikhailovich Snegirev (Tiếng Nga: Иван Михайлович Снегирёв) (1793 - 1868) là một trong những nhà dân tộc học đầu tiên của nước Nga. Ông đã cho ra đời các công trình nghiên cứu chi tiết về hầu hết các nhà thờ, tu viện ở Moskva.
Là con trai của một giáo sư, Sergiryov tốt nghiệp Đại học Moskva năm 1914; từ năm 1918, ông tiếp tục ở lại trường để giảng dạy môn Latinh. Dưới thời Nicholas đệ nhất, ông đóng vai trò là một kiểm duyệt viên và đã từng kiểm duyệt các tác phẩm Evgeny Onegin và Dead Souls.
Sergiryov theo chủ nghĩa dân tộc chính thống và chịu ảnh hưởng lớn từ Nicolai Rumyantsev. Ông là một trong những người đầu tiên bỏ công sưu tầm tục ngữ Nga và ghi chép mô tả các tập tục, lễ hội dân gian Nga. Công trình nghiên cứu mang tính đột phá của ông được xuất bản vào năm 1944.
Bản mô tả chi tiết về Moskva của Snegirev trong khoảng thời gian 1865 – 1873 được Fyodor Buslayev đánh giá là sách chỉ dẫn hay nhất về thành phố.
Ngoài ra, Sneginev còn tham gia giám sát việc xây dựng điện Kremli và Nhà Romanov Boyar.